# 1976 год в истории железнодорожного транспорта
1976 год в истории железнодорожного транспорта

## События
- 16 февраля — крушение поезда «Балтика» Ленинград — Рига на станции Югла

## Новый подвижной состав
- Ворошиловградский тепловозостроительный завод начал выпуск тепловозов ТЭ142.
- В США на заводах компании EMD начат выпуск тепловозов серии CIE 071.
- В СССР на Коломенском заводе построены опытные тепловозы ТЭП75.